# Yorkshire Amateur AFC
Yorkshire Amateur AFC är en engelsk fotbollsklubb baserad i Leeds i Yorkshire. Klubben grundades i november 1918 och spelade då i Yorkshire Football League men spelar säsongen 2017/2018 i Northern Counties East Football League Division One.